# Людвиг VI (герцог Баварии)
Людвиг Римлянин (нем. Ludwig der Römer; 7 мая 1328, Рим — 17 мая 1365, Берлин, маркграфство Бранденбург) — герцог Верхней Баварии под именем Людвиг VI и маркграф и первый курфюрст Бранденбургской марки под именем Людвиг II.

## Биография

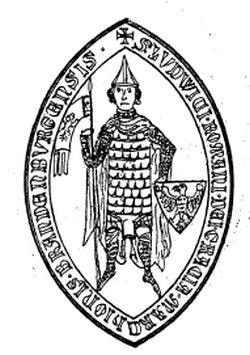
Людвиг VI

Людвиг Римлянин — первый сын от второго брака императора Священной Римской империи Людвига IV с Маргаритой Голландской. Он отказался от нидерландского наследства по материнской линии в пользу своих младших братьев Вильгельма и Альбрехта, поскольку, женившись на дочери короля Польши Казимира III, надеялся взойти на польский престол.
При разделе герцогства между братьями по Ландсбергскому договору 1349 года Людвиг вместе с Людвигом и Оттоном получил Верхнюю Баварию. Свои доли наследства он и Оттон в декабре 1351 года обменяли у Людвига V по Луккаускому договору на Бранденбургскую и Лужицкую марки. В Бранденбурге Людвиг вынудил Лжевальдемара отказаться от власти в Бранденбурге, но попал в долги и был вынужден заложить часть территории марки.
В 1356 году по Золотой булле императора Карла IV получил титул курфюрста Бранденбурга.